# Rhodamnia dumetorum
Rhodamnia dumetorum är en myrtenväxtart som först beskrevs av Dc., och fick sitt nu gällande namn av Elmer Drew Merrill och Lily May Perry. Rhodamnia dumetorum ingår i släktet Rhodamnia och familjen myrtenväxter. Inga underarter finns listade i Catalogue of Life.